# Южний (Пишминський міський округ)
Ю́жний (рос. Южный) — селище у складі Пишминського міського округу Свердловської області.
Населення — 205 осіб (2010, 239 у 2002).
Національний склад станом на 2002 рік: росіяни — 84 %.